# Петровское (Изюмский район)
Петро́вское (укр. Петрівське) — село, Петровский сельский совет, Изюмский район, Харьковская область, Украина.
Код КОАТУУ — 6320284801. Население по переписи 2020 г. составляет 2731.
Село Петровское является административным центром Петровского сельского совета, который, кроме того, включает села
Берестянки и
Завгороднее.

## Географическое положение
Село Петровское расположено на берегу реки Северский Донец в месте впадения в неё реки Беречка.
К нему вплотную примыкает с. Завгороднее.
В 3-х км находится река Берека и канал Днепр-Донбасс.

## История
- Местность, где размещено село Петровское, была заселена с давних времен. Археологическими раскопками тут выявлены стоянки человека периода мезолита (X—VIII тысячелетия до н. э.), неолита (VI—V тысячелетия до н. э.), поселения периода бронзы (III тысячелетия до н. э.) и скифского периода (VI—V столетия до н. э.).
- На южной околице села Петровское видны земляные валы значительной высоты. Это остатки фортификационного сооружения (1731—1742) — Петровской крепости. Отсюда начиналась Украинская линия обороны южной границы Российской империи от нападений крымских татар.
- В 1923 году в УССР прошла административно-территориальная реформа УССР (1923-1930) с упразднением уездов и созданием районов. В 1920-х годах была центром Петровского района Изюмского округа Харьковской губернии УССР[2], который затем в … году был упразднён и частично присоединён к Изюмскому району.
- В годы Голодомора 1932-1933 годов село потеряло половину населения [3].
- С 1941 по 1943 село было оккупировано немцами.
- В ходе российско-украинской войны село регулярно подвергалось обстрелам ВС РФ и с 22 июня 2025 находится под военной оккупацией России [4].

## Название
Село названо в честь святого апостола Петра, по Петровской крепости Украинской линии.
Похожие названия приводили к путанице, так как в одной Харьковской области рядом могли оказаться сёла с одинаковыми названиями: в одной Харьковской области находились в 2016 году девять Петровских: Петровское (Балаклейский район), Петровское (Двуречанский район), Петровское (Кегичёвский район), Петровское (Краснокутский район), Петровское (Близнюковский район), Петровское (Волчанский район), Петровское (Зачепиловский район), Петровское (Лозовской район), Петровское (Чугуевский район).
На территории УССР находились 69 населённых пунктов с названием Петровское.

## Экономика
В селе есть молокозавод.

## Достопримечательности
- В селе Петровское на участке степной растительности размещен ботанический заказник местного значения «Ковылевый» (укр. «Ковиловий»). Площадь — 3,0 га. Произрастает ковыль волосатик — вид, занесённый в Красную книгу Украины[6].
- Возле сел Петровское, Завгороднее, Протопоповка расположен региональный ландшафтный парк «Изюмская излучина» (укр. «Ізюмська лука»). Площадь — 256,0 га[7].
- Братские могилы советских воинов.
- На окраине села Петровское расположены остатки крепости «Святого Петра» и вала Украинской оборонительной линии, построенной в 1731—1733 годах и предназначавшейся для защиты южных границ Российского государства от набегов крымских татар.